# 克羅伊泰林山
47°41′8″N 15°4′30″E / 47.68556°N 15.07500°E

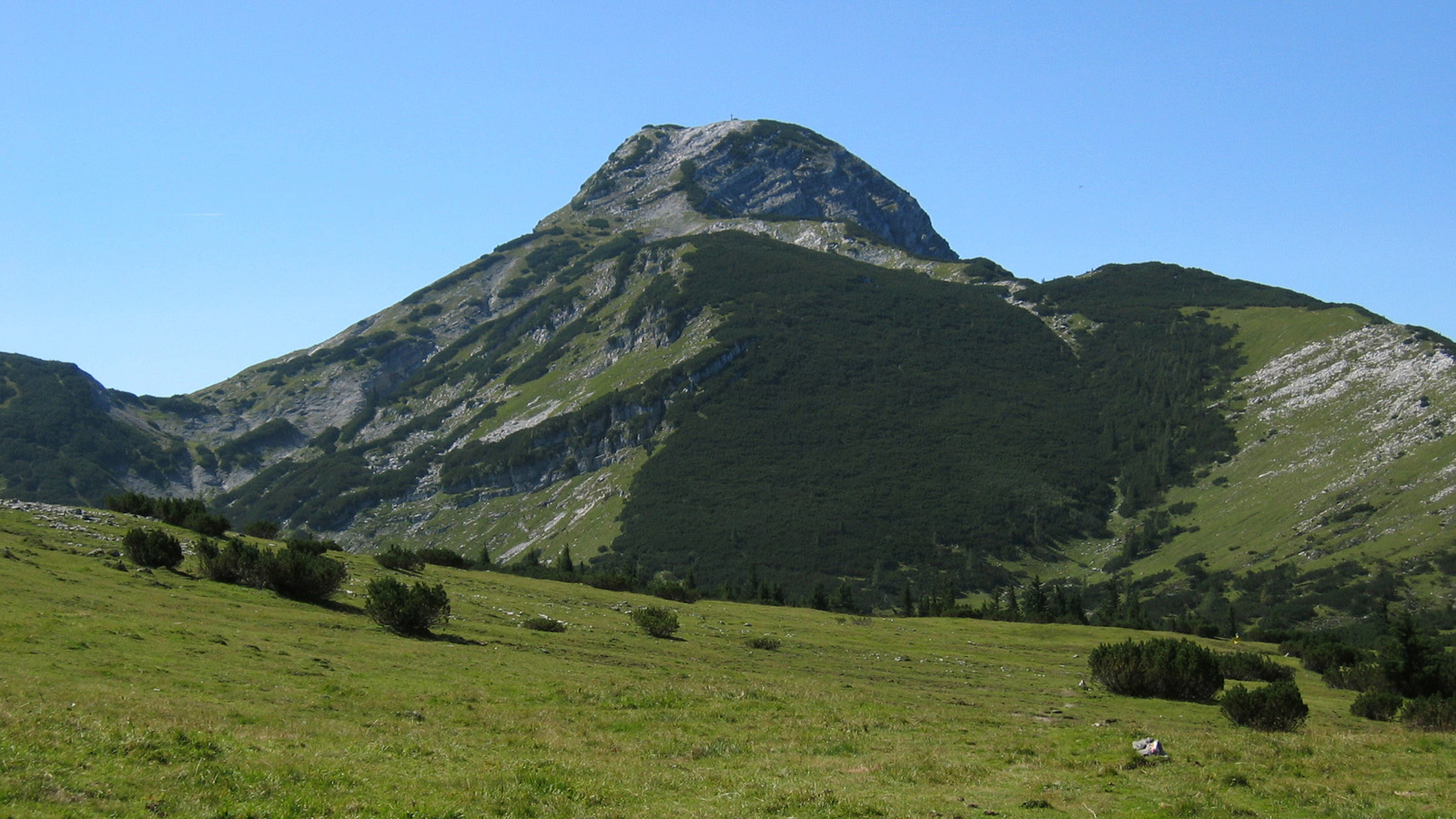

克羅伊泰林山（德語：Kräuterin），是奧地利的山峰，位於該國東南部，由施泰爾馬克州負責管轄，屬於伊布斯阿爾卑斯山脈的一部分，海拔高度1,919米，每年平均降雨量1,594毫米。